# شریف‌آباد (خوی)
شریف‌آباد، روستایی است از توابع بخش قطور و در شهرستان خوی استان آذربایجان غربی ایران.

## جمعیت
این روستا در دهستان قطور قرار داشته و بر اساس سرشماری سال ۱۳۸۵ جمعیت آن ۷۰ نفر (۱۷ خانوار)
بوده‌است.